# العلاقات السودانية الماليزية
العلاقات السودانية الماليزية هي العلاقات الثنائية التي تجمع بين السودان وماليزيا.

## مقارنة بين البلدين
هذه مقارنة عامة ومرجعية للدولتين:
| وجه المقارنة                                              | السودان                     | ماليزيا       |
| --------------------------------------------------------- | --------------------------- | ------------- |
| المساحة (كم2)                                             | 1.89 مليون                  | 330.29 ألف    |
| عدد السكان (نسمة)                                         | 40.53 مليون                 | 31.62 مليون   |
| الكثافة السكانية (ن./كم²)                                 | 21.44                       | 95.73         |
| العاصمة                                                   | الخرطوم                     | كوالالمبور    |
| اللغة الرسمية                                             | اللغة العربية، لغة إنجليزية | لغة ماليزية   |
| العملة                                                    | جنيه سوداني                 | رينغيت ماليزي |
| الناتج المحلي الإجمالي (بليون دولار)                      | 117.49 مليار                | 314.50 مليار  |
| الناتج المحلي الإجمالي (تعادل القوة الشرائية) بليون دولار | 176.55 مليار                | 817.43 مليار  |
| الناتج المحلي الإجمالي الاسمي للفرد دولار أمريكي          | 2.41 ألف                    | 9.77 ألف      |
| الناتج المحلي الإجمالي للفرد دولار أمريكي                 | 4.07 ألف                    | 25.64 ألف     |
| مؤشر التنمية البشرية                                      | 0.479                       | 0.779         |
| رمز المكالمات الدولي                                      | +249                        | +60           |
| رمز الإنترنت                                              | سودان                       | .my           |
| المنطقة الزمنية                                           | ت ع م+03:00، ت ع م+02:00    | ت ع م+08:00   |

## منظمات دولية مشتركة
يشترك البلدان في عضوية مجموعة من المنظمات الدولية، منها:
| علم المنظمة | اسم المنظمة                               | تاريخ انضمام السودان | تاريخ انضمام ماليزيا |
| ----------- | ----------------------------------------- | -------------------- | -------------------- |
|             | منظمة التعاون الإسلامي                    | ?                    | ?                    |
|             | الاتحاد البريدي العالمي                   | ?                    | ?                    |
|             | يونسكو                                    | 26 نوفمبر 1956       | 16 يونيو 1958        |
|             | البنك الدولي للإنشاء والتعمير             | 5 سبتمبر 1957        | 7 مارس 1958          |
|             | وكالة ضمان الاستثمار متعدد الأطراف        | 7 نوفمبر 1991        | 6 ديسمبر 1991        |
|             | الاتحاد الدولي للاتصالات                  | 23 أكتوبر 1957       | 3 فبراير 1958        |
|             | منظمة الشرطة الجنائية الدولية             | ?                    | ?                    |
|             | مؤسسة التمويل الدولية                     | 21 أكتوبر 1960       | 20 مارس 1958         |
|             | الأمم المتحدة                             | 12 نوفمبر 1956       | 17 سبتمبر 1957       |
|             | مؤسسة التنمية الدولية                     | 24 سبتمبر 1960       | 24 سبتمبر 1960       |
|             | الفريق المعني برصد الأرض                  | ?                    | ?                    |
|             | منظمة حظر الأسلحة الكيميائية              | ?                    | ?                    |
|             | المركز الدولي لتسوية المنازعات الاستشارية | 9 مايو 1973          | 14 أكتوبر 1966       |

## وصلات خارجية
- موقع وزارة الخارجية السودانية
- موقع وزارة الخارجية الماليزية